# Bonnie Jo Campbell
Bonnie Jo Campbell (nascuda el 14 de setembre de 1962 a Kalamazoo, Michigan) és una novel·lista i contista estatunidenca.

## Biografia
Va créixer en una granja de Michigan amb la seva mare i els seus quatre germans.
Campbell es va graduar a la Comstock High School, a prop de la seva ciutat de naixement. Posteriorment va obtenir una llicenciatura en filosofia per la Universitat de Chicago el 1984. El 1995 va assolir un màster en matemàtiques per la Universitat Western Míchigan, i el 1998 un altre màster en escriptura creativa. Ha viatjat pels Estats Units i el Canadà fent autoestop, ha treballat al Ringling Brothers and Barnum & Bailey Circus, i ha organitzat rutes en bicicleta per l'Est d'Europa i Rússia.
Ensenya escriptura de ficció a la Universitat del Pacífic de Forest Grove (Oregon). Viu a Kalamazoo amb el seu marit, Christopher Magson.
Els seus relats han aparegut a Ontario Review, Story, The Kenyon Review, Witness, The Alaska Quarterly Review, Michigan Quarterly Review, Mid-American Review i Utne Reader. Les Michigan Writers Series de la Universitat de Michigan State han reconegut i lloat el seu treball.
Normalment se la inclou entre els autors de grit lit. Com altres autors d'aquest estil, a la seva obra són més importants els personatges, les atmosferes i els llocs que la trama. Els seus personatges són gent desesperada, sense futur, gent dura que sobreviu com pot.
| «                     | La gent dels meus relats té somnis modestos, i això és el més punyent: que ni tan sols els somnis més senzills tenen oportunitat de convertir-se en realitat. | » |
| — Bonnie Jo Campbell, | |   |

## Obra

### Llibres de contes
- Women & Other Animals. University of Massachusetts Press. 1999. ISBN 978-1-55849-219-6.; Simon & Schuster, 2002, ISBN 978-0-7432-0307-4
  - Edició en castellà : Mujeres y otros animales. Dirty Works. 2023. ISBN 978-8-4192-8835-6
- American Salvage. Wayne State University Press. 2009. ISBN 978-0-8143-3412-6
  - Edició en castellà : Desguace americano.[4] Dirty Works. 2018. ISBN 978-8-4947-7502-4
- Mothers, Tell Your Daughters. W. W. Norton & Company. 2015. ISBN 978-0-3932-4846-3
  - Edició en castellà : Madres, avisad a vuestras hijas.[5] Dirty Works. 2021. ISBN 978-8-4121-1284-9

### Novel·la
- Q Road. Scribner. 2003. ISBN 978-0-7432-0366-1
  - Edició en castellà : Q Road.[6] Dirty Works. 2022 ISBN 978-8-4192-8826-4
- Once Upon a River, W. W. Norton & Company. 2011. ISBN 978-0-393-07989-0
  - Edició en castellà : 'Érase un río.[7] Dirty Works. 2019. ISBN 978-8-4947-7509-3
- The Waters, W. W. Norton & Company. 2024. ISBN 9780393248432
  - Edició en castellà : Las Aguas.[8] Dirty Works. 2024. ISBN 978-84-19288-48-6

### Llibres de poesia
- Love Letters to Sons of Bitches, Center for Book Arts. 2009

## Premis
- 1998. Associated Writing Programs Award de contes per Women & Other Animals.
- 2009. Finalista del Premi Nacional del Llibre per American Salvage.[9]
- 2009. Finalista del Premi del Cercle de Crítics Nacional del Llibre per American Salvage.[10]
- 2009. Premi Eudora Weltey de la Southern Review per The Inventor, 1972.
- 2009. Guanyadora de la Poetry Chapbooks Competition del Center for Book Arts por Love Letters to Sons of Bitches.[11]
- 2011. Beca de la Fundació John Simon Guggenheim.[12]